# Freddy Adu
Fredua "Freddy" Koranteng Adu, född 2 juni 1989 i Tema i Ghana, är en amerikansk fotbollsspelare.

## Klubbkarriär
Adu utvandrade som 8-åring med sin familj till USA där de bosatte sig i Washington, D.C.. Kort därefter blev han upptäckt av en lokal fotbollstränare och han fick börja spela med flera år äldre pojkar. Vid 10 års ålder ingick han i USA:s olympiska utvecklingslag och spelade bland annat två turneringar i Italien. Det var under dessa som han blev upptäckt av flera italienska klubbar, däribland Inter vilka erbjöd en sexsiffrig summa som dock avböjdes av Adus mor på inrådan av hans agenter.
2004 fick han som 14-åring spela i den amerikanska högsta ligan för D.C. United. 3 april debuterade som inhoppare i matchen mot San Jose Earthquakes och han blev därigenom den yngsta spelare inom amerikansk elitidrott på 117 år. Han gjorde sitt första mål två veckor senare mot MetroStars. Sedan debuten har Adu spelat 87 matcher för klubben och gjort 11 mål. Han provspelade i november 2006 för Manchester United men valde att stanna i USA och 13 december skrev han istället på för Real Salt Lake. 31 juli lämnade Adu USA när hans nya klubbadress blev Benfica.
Den 28 mars 2015 skrev Adu på ett ettårskontrakt med finländska KuPS.
Under 2021 hade Adu en kort sejour i Österlens FF innan kontraktet bröts.

## Landslagskarriär
2006 blev han den yngste landslagsspelaren i fotboll i USA genom tiderna efter att ha blivit inbytt i den 81:a minuten i en vänskapsmatch mot Kanada.